# Adenocritonia
Adenocritonia es un género de plantas fanerógamas  perteneciente a la familia Asteraceae. Es originaria de América.

## Taxonomía
El género fue descrito por  R.M.King & H.Rob.  y publicado en Phytologia 33(4): 281. 1976.

## Especies
1. Adenocritonia adamsii R.M.King & H.Rob. - Jamaica
2. Adenocritonia heathiae (B.L.Turner) R.M.King & H.Rob. - Chiapas
3. Adenocritonia steyermarkii H.Rob.  - Guatemala